# Martin Sedlář
Martin Sedlář (* 21. prosince 1972 Zlín) je český politik a podnikatel, v letech 2013 až 2017 poslanec Poslanecké sněmovny PČR, v letech 2014 až 2016 zastupitel města Opavy, člen hnutí ANO 2011.

## Život
Pět let působil jako místopředseda předsednictva Česko-polské obchodní komory. 3 roky byl členem Rady Klastru cestovního ruchu Moravskoslezského kraje. Je spoluorganizátorem branně-bezpečnostní akce Dny NATO v Ostravě. V minulosti spolupracoval také na projektech pro Ministerstvo zahraničních věcí ČR. Je zakladatelem a spolumajitelem společnosti NATURA DATA, která působí v oblasti informačních a komunikačních technologií a sídlí v Ostravě.
Martin Sedlář je rozvedený a má dvě děti.
Žije v Opavě.

## Politické působení
První pokus o vstup do politiky provedl, když v komunálních volbách v roce 2002 kandidoval jako nezávislý do Zastupitelstva obce Dolní Lhota v okrese Ostrava-město, ale neuspěl. Těsným neúspěšným výsledkem skončil i druhý pokus o vstup do zastupitelstva v komunálních volbách v roce 2006 jako nestraník za Sdružení nezávislých kandidátů (SNK).
Ve volbách do Poslanecké sněmovny PČR v roce 2013 kandidoval jako nestraník ze čtvrtého místa na kandidátce hnutí ANO 2011 v Moravskoslezském kraji a byl zvolen poslancem (profil na psp.cz). Byl také členem Výboru pro obranu a Výboru pro veřejnou správu a regionální rozvoj Poslanecké sněmovny PČR. Ve volbách do Poslanecké sněmovny PČR v roce 2017 již nekandidoval.
Od ledna 2014 je členem hnutí ANO 2011, oblastní organizace Opava. V komunálních volbách v roce 2014 byl zvolen za hnutí ANO 2011 zastupitelem města Opavy. Na mandát však v květnu 2016 rezignoval, protože změnil trvalé bydliště mimo Opavu.